# Перселл (Оклахома)
Перселл (англ. Purcell) — місто (англ. city) в США, в окрузі Макклейн штату Оклахома. Населення — 6651 особа (2020).

## Географія
Перселл розташований за координатами 35°1′29″ пн. ш. 97°22′14″ зх. д. / 35.02472° пн. ш. 97.37056° зх. д. (35.024677, -97.370423).  За даними Бюро перепису населення США в 2010 році місто мало площу 27,23 км², з яких 26,05 км² — суходіл та 1,18 км² — водойми. В 2017 році площа становила 35,75 км², з яких 34,69 км² — суходіл та 1,06 км² — водойми.

## Демографія
Згідно з переписом 2010 року, у місті мешкали 5884 особи в 2246 домогосподарствах у складі 1566 родин. Густота населення становила 216 осіб/км².  Було 2455 помешкань (90/км²).
Расовий склад населення:
| - 78,8 % — білих - 7,4 % — корінних американців - 2,1 % — чорних або афроамериканців - 0,2 % — азіатів - 0,1 % — вихідців з тихоокеанських островів - 5,2 % — осіб інших рас |

До двох чи більше рас належало 6,2 %. Частка іспаномовних становила 13,8 % від усіх жителів.
За віковим діапазоном населення розподілялося таким чином: 26,6 % — особи молодші 18 років, 58,3 % — особи у віці 18—64 років, 15,1 % — особи у віці 65 років та старші. Медіана віку мешканця становила 36,4 року. На 100 осіб жіночої статі у місті припадало 91,7 чоловіків;  на 100 жінок у віці від 18 років та старших — 87,1 чоловіків також старших 18 років.
Середній дохід на одне домашнє господарство  становив 51 792 долари США (медіана — 45 643), а середній дохід на одну сім'ю — 61 713 долари (медіана — 53 112). Медіана доходів становила 45 186 доларів для чоловіків та 32 303 долари для жінок. За межею бідності перебувало 19,4 % осіб, у тому числі 24,5 % дітей у віці до 18 років та 14,6 % осіб у віці 65 років та старших.
Цивільне працевлаштоване населення становило 2883 особи. Основні галузі зайнятості: освіта, охорона здоров'я та соціальна допомога — 18,5 %, роздрібна торгівля — 16,9 %, будівництво — 11,5 %, публічна адміністрація — 8,8 %.